# Triakis megalopterus
Il palombo dai denti affilati (Triakis megalopterus (Smith, 1839)) è una specie di palombo della famiglia dei Triakidi diffusa nelle acque costiere poco profonde dall'Angola meridionale al Sudafrica. Predilige le zone sabbiose nei pressi di scogliere e insenature; è una specie che nuota attivamente e che di solito rimane vicino al fondale. È una specie robusta che raggiunge i 170 cm di lunghezza e ha caratteristiche pinne grandi e arrotondate: quelle pettorali in particolare sono larghe e falciformi negli adulti. Ha un muso corto e smussato e lunghi solchi labiali ai lati della bocca. Le regioni superiori sono di colore grigio o bronzo, con una quantità variabile di macchie nere.
Attivo principalmente di notte, il palombo dai denti affilati si nutre soprattutto di crostacei, pesci ossei e cefalopodi. È stato visto radunarsi in gruppo in acque poco profonde durante l'estate, forse per scopi riproduttivi. È una specie vivipara aplacentata, in cui i piccoli all'interno del corpo materno vengono alimentati principalmente dal tuorlo. Le femmine danno alla luce 6-12 piccoli tra la fine di maggio e agosto, in un ciclo di 2 o 3 anni. Il palombo dai denti affilati viene catturato di frequente dai pescatori sportivi, ma alcuni vengono presi anche con palangari di fondo dai pescatori commerciali. A causa delle dimensioni ridotte dell'areale e del basso tasso di crescita e di riproduzione, è molto vulnerabile alla pesca eccessiva. L'Unione internazionale per la conservazione della natura lo valuta come «specie a rischio minimo» (Least Concern).

## Tassonomia

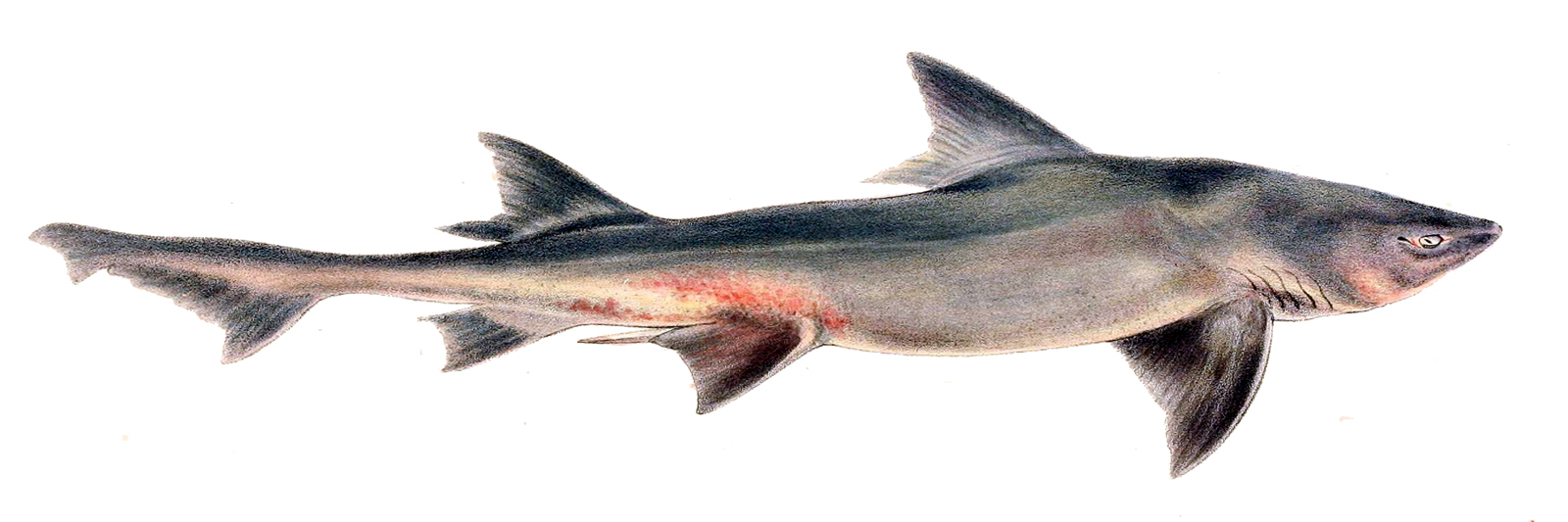
L'illustrazione che accompagnava la descrizione originaria della specie di Smith.

Lo zoologo scozzese Andrew Smith descrisse per la prima volta il palombo dai denti affilati, come una specie di Mustelus, all'interno della sua opera Illustrations of the Zoology of South Africa del 1839. La sua descrizione si basava su due esemplari catturati al largo del capo di Buona Speranza, in Sudafrica. Smith chiamò questa specie megalopterus, dal greco mega («grande») e pteron («ala»), in riferimento alle grandi dimensioni delle pinne.
Autori successivi assegnarono il palombo dai denti affilati al genere Triakis, più precisamente al sottogenere Cazon insieme al palombo dalle pinne falcate (T. acutipinna) e al palombo maculato (T. maculata). Uno studio filogenetico del 2006 condotto da J. Andrés López e dai suoi colleghi, basato sull'analisi di quattro sequenze di geni codificanti proteine, ha rivelato che questa specie non appartiene allo stesso clade dello squalo leopardo (T. semifasciata). Al contrario, insieme al palombo dai lobi nasali ampi (Scylliogaleus quecketti), costituisce un clade distinto all'interno della linea evolutiva di Mustelus. Ciò suggerisce che i due sottogeneri di Triakis – Cazon e Triakis – potrebbero non essere strettamente imparentati, tanto da giustificare una ridefinizione del genere.

## Descrizione
Il palombo dai denti affilati è una specie dal corpo robusto e dal muso corto, tozzo e smussato. Le narici sono molto distanziate e precedute da lembi di pelle simili a lobi che non raggiungono la bocca. Gli occhi, ovali e disposti orizzontalmente, sono dotati di membrane nittitanti e al di sotto di essi si trovano delle creste. Agli angoli della grande bocca vi sono solchi labiali lunghi e profondi; quelli della mascella inferiore giungono fin quasi a incontrarsi nel mezzo. I denti sono piccoli e tanto fitti da formare una superficie simile a un pavimento. Ognuno di essi ha una base arrotondata simile a un molare che si innalza fino a formare una cuspide centrale affilata e verticale; raramente può essere presente anche un paio di cuspidi laterali appena abbozzate. Vi sono cinque paia di fessure branchiali.
Le pinne sono decisamente grandi e arrotondate all'estremità. Le pinne pettorali degli adulti sono larghe e falcate. Le pinne dorsali hanno il margine di uscita quasi verticale; la prima ha origine allo stesso livello dell'estremità posteriore delle pinne pettorali. La seconda pinna dorsale è alta circa tre quarti della prima. La pinna anale è molto più piccola della seconda pinna dorsale e ha origine ben dietro di essa. Il peduncolo caudale, corto e spesso, è privo di fossa precaudale. La pinna caudale ha un lobo inferiore piccolo ma ben definito e un lobo superiore più lungo con una tacca ventrale vicino alla punta. La pelle è spesso flaccida. Il colore è grigio scuro/bronzo sopra e bianco sotto. Gli esemplari giovani hanno una colorazione per lo più uniforme, mentre gli adulti sono più o meno ricoperti da macchie nere irregolari. La specie può raggiungere i 170 cm di lunghezza e i 40 kg di peso. Le femmine diventano più grandi dei maschi.

## Distribuzione e habitat

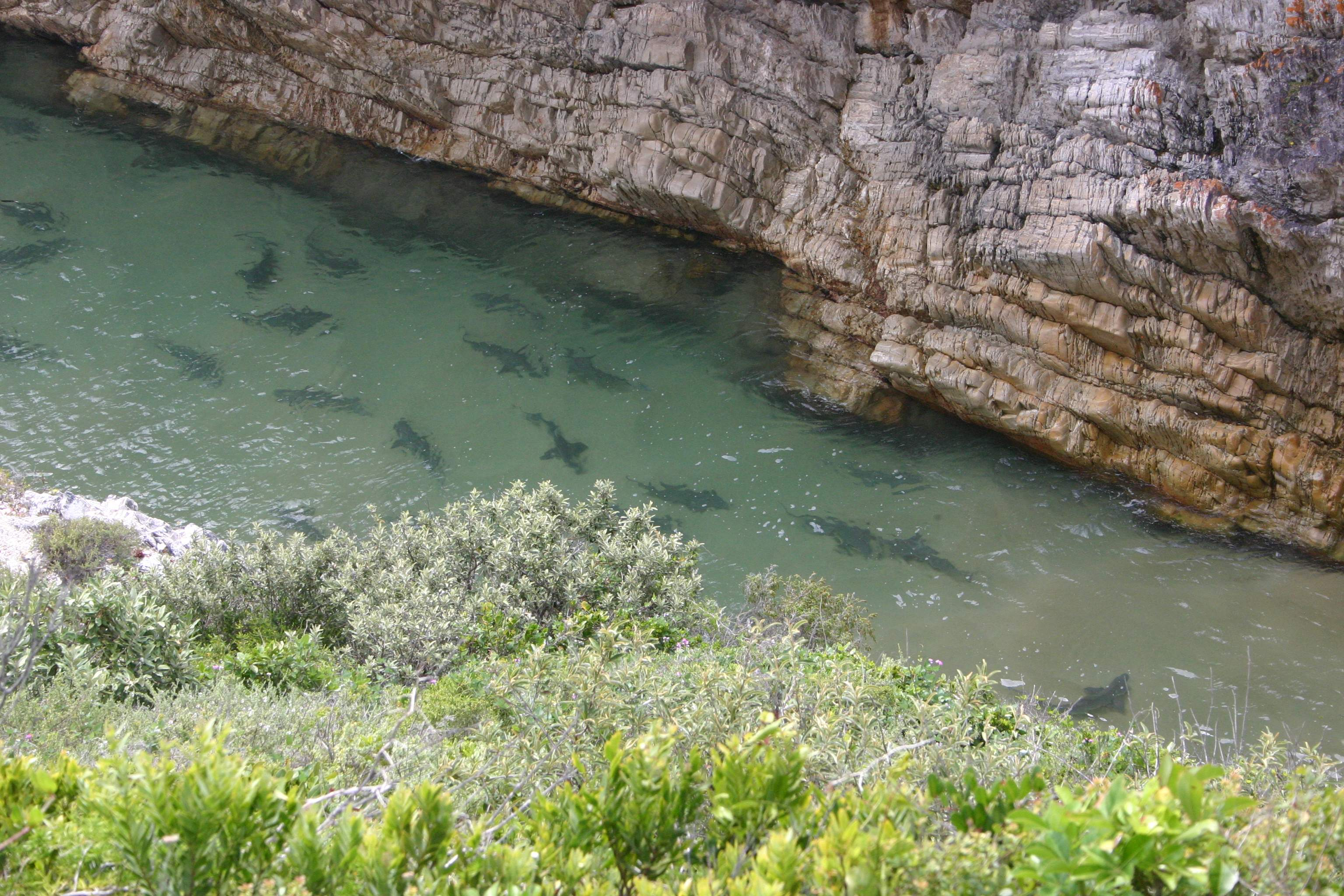
Raduno di palombi dai denti affilati in un'insenatura a Garden Route (Sudafrica).

L'areale del palombo dai denti affilati è limitato alle acque costiere dell'Africa australe, dall'Angola meridionale al Capo Orientale (o più raramente al KwaZulu-Natal) in Sudafrica. È una specie localmente comune presente in habitat sabbiosi come le baie: si incontra dalla zona in cui si infrangono le onde fino a 50 m di profondità, ma la maggior parte delle volte non si spinge mai oltre i 10 m di profondità. Generalmente nuota appena sopra il fondale, prediligendo le aree pianeggianti vicino a scogliere o insenature, e si avventura raramente in mare aperto.

## Biologia

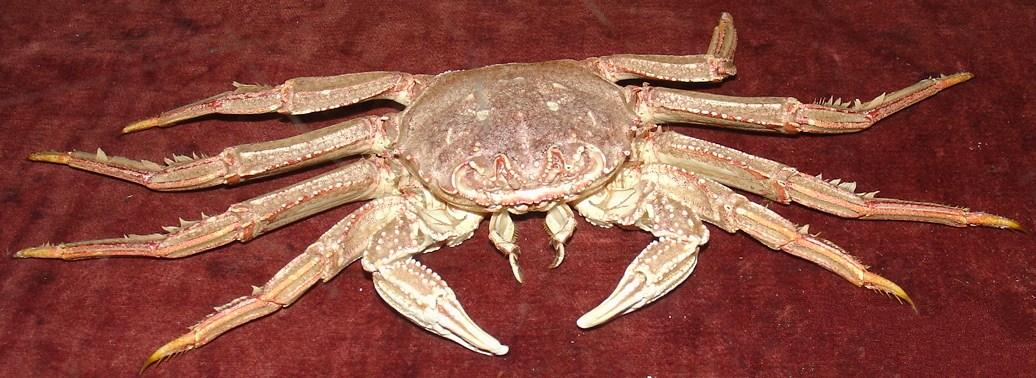
Il granchio Guinusia chabrus è la più importante fonte di cibo per il palombo dai denti affilati al largo del Sudafrica.

Il palombo dai denti affilati è una specie molto attiva, anche se talvolta può essere visto riposare all'interno di fessure tra le rocce. Caccia principalmente di notte e insegue la preda fin quasi sulla riva. Le cuspidi appuntite dei denti gli consentono di afferrare prede scivolose e grazie alle loro basi appiattite può schiacciare le prede ricoperte da un rivestimento duro. Questa specie si nutre di una grande varietà di crostacei (granchi, cicale di mare e aragoste), pesci ossei (inclusi cheilodattilidi, pesci gatto marini, scienidi e sparidi) e cefalopodi (in particolare Octopus vulgaris). Gli esemplari più grandi integrano la loro dieta con squali e razze (compresi gattucci e pesci chitarra) e loro uova. Al largo del Sudafrica, la preda più importante è il granchio Guinusia chabrus. La composizione della dieta varia con l'età: i giovani sotto il metro di lunghezza si nutrono quasi esclusivamente di granchi, mentre gli esemplari più grandi consumano una maggiore quantità di pesci ossei e cefalopodi, oltre a una maggiore varietà di prede in generale. Alcuni esemplari sono stati visti abbandonare le loro abitudini notturne per nutrirsi di calamari del Capo (Loligo reynaudii) nell'epoca in cui si radunano in massa per deporre le uova. Un predatore accertato del palombo è il notidano maculato (Notorynchus cepedianus).
Durante l'estate, il palombo dai denti affilati si raduna in gruppi nelle acque poco profonde. Queste aggregazioni sono particolarmente ben documentate nella False Bay e potrebbero essere correlate alla riproduzione, data la presenza di molte femmine gravide. È un viviparo aplacentato e gli embrioni in fase di sviluppo si nutrono principalmente di tuorlo. Le femmine mature hanno un unico ovaio funzionale e due uteri funzionali. Le figliate di 6-12 piccoli nascono tra la fine di maggio e agosto, dopo un periodo di gestazione di circa 20 mesi. Le femmine più grandi tendono a produrre figliate più numerose. La lunghezza alla nascita, a seconda delle fonti, viene in 30-32 cm o 42-44 cm: tale discrepanza si spiega con il fatto che le dimensioni dei piccoli della stessa figliata possono variare anche del 30%. A quanto pare le femmine si riproducono ogni due o tre anni, a seconda del fatto che durante la gravidanza sviluppino uova ovariche che consentirebbero loro di accoppiarsi di nuovo entro pochi mesi dal parto. Il palombo dai denti affilati è una specie a crescita lenta ed entrambi i sessi seguono un modello di crescita simile. I maschi raggiungono la maturità sessuale quando misurano 120-140 cm di lunghezza, cioè a 11-13 anni di età, mentre le femmine quando misurano 130-150 cm, cioè a 15-16 anni di età. La longevità massima è di almeno 25 anni.

## Rapporti con l'uomo
Innocuo per l'uomo, il palombo dai denti affilati si adatta bene alla cattività ed è stato esposto negli acquari pubblici. Viene catturato di frequente dai pescatori sportivi, sia da riva che da piccole barche; la sua carne, pur essendo commestibile, viene consumata raramente. Un piccolo numero di esemplari viene anche catturato accidentalmente dai palangari di fondo dei pescherecci commerciali destinati alle cagnesche (Galeorhinus galeus) nelle aree di Gansbaai e della False Bay. La carne degli esemplari catturati dai pescherecci viene essiccata per produrre biltong o jerky per il consumo locale, oppure esportata fresca o congelata in Italia e a Taiwan. Sebbene in Sudafrica il palombo dai denti affilati non sia elencato tra le specie di interesse commerciale, pertanto non possa essere catturato intenzionalmente, viene spesso scambiato dai pescatori per un palombo liscio (Mustelus mustelus). L'Unione internazionale per la conservazione della natura lo valuta come «specie a rischio minimo» (Least Concern). Questa specie è altamente suscettibile anche a livelli moderati di pressione di pesca, a causa dell'areale ristretto, del lento tasso di crescita e della bassa fertilità. Il fatto che la maggior parte degli esemplari catturati dai pescatori siano immaturi costituisce un'ulteriore fonte di preoccupazione.